# Georg Harding
Georg Harding (Steyr, 30 agosto 1981) è un allenatore di calcio, dirigente sportivo ed ex calciatore austriaco, di ruolo centrocampista, vice-allenatore, allenatore delle giovanili e direttore sportivo del Treibach.

## Palmarès
- Campionato austriaco: 1

Rapid Vienna:2007-2008
- Erste Liga: 1

Wacker Innsbruck:2009-2010